# Girardinia palmata
Girardinia palmata là loài thực vật có hoa trong họ Tầm ma. Loài này được (Forssk.) Gaudich. mô tả khoa học đầu tiên năm 1826.